# Gabriel Citerne
Pour les articles homonymes, voir Citerne.
Gabriel Citerne, né le 20 août 1901 à Saint-Hilaire près de Pionsat (Puy-de-Dôme) et mort le 27 juillet 1981 à Niort (Deux-Sèvres), est un homme politique français.

## Biographie
Issu d'une famille ouvrière, Gabriel Citerne entre dans la vie active, comme ouvrier dans une carrosserie à l'âge de quatorze ans, juste après avoir obtenu le certificat d'études.
Il s'engage très jeune, adhérent en 1916 aux jeunesses socialistes, et après le congrès de Tours, au Parti Communiste.
Dans les années 1920, il est un militant communiste très actif et un peu téméraire. Cet engagement rend difficile l'accès à un emploi stable, et il a plusieurs fois des problèmes avec la justice : ainsi, pendant son service militaire dans la Ruhr, entre 1921 et 1923, il est menacé de poursuites devant le conseil de guerre pour avoir mis en place une action collective de soldats.
De même, il est blessé en 1927 lors d'une manifestation pour la défense de Sacco et Vanzetti, poursuivi pour provocation de militaires à la désobéissance, arrêté en 1928 pour distribution de tracts d'appel à la grève...
Fin 1928, il obtient un emploi de permanent au Secours Rouge International, dont il devient délégué à la propagande en 1930, puis secrétaire national l'année suivante.
Dans le même temps, à l'initiative d'André Ferrat, il participe aux travaux de la commission coloniale centrale du PCF. Il publie d'ailleurs en 1932 une brochure intitulée « Civilisation ! La Répression dans les colonies » et diffusée par le SRI.
En 1932, cependant, il est écarté par la direction du parti, de même que Robert Blache et Marcel Rouffianges, de ses responsabilités à la tête du SRI, sans doute du fait des réserves qu'il a émises sur la démocratie interne au sein de cette organisation.
Il quitte alors la région parisienne pour s'installer dans le Poitou. En 1933, il est secrétaire de la fédération communiste des Deux-Sèvres, puis l'année suivante, exerce les mêmes fonctions dans la Haute-Vienne.
En 1936, il est candidat aux législatives dans la circonscription de Bellac, mais n'obtient qu'un peu plus de 5 % des voix. Il se désiste logiquement pour le socialiste Georges Tessier, qui est élu.
Mobilisé en 1939, il est prisonnier en juin 1940, mais parvient à s'évader. Ses responsabilités dans le parti clandestin sont difficiles à établir, car les sources sont contradictoires. Son engagement dans la résistance, au sein des FTP, ne fait cependant aucun doute. Il reçoit d'ailleurs la médaille de la résistance, et est désigné comme maire-adjoint du XXe arrondissement par le comité de Libération.
Mais en 1945, il retourne dans la Haute-Vienne où il reprend la direction de la fédération communiste. Nommé délégué national à la propagande du PCF en janvier 1946, il est parachuté aux législatives dans les Deux-Sèvres en juin 1946, et est élu député. Son mandat est renouvelé en novembre de cette même année.
Il s'installe alors dans ce département, où il prend la direction de la fédération communiste, jusqu'en 1947.
Conseiller municipal de Niort en 1947, il peine cependant à s'implanter localement, étant surtout occupé par ses fonctions de délégué à la propagande du parti et par son activité parlementaire. Il est en effet un député particulièrement actif, notamment sur les questions liées à l'habitat et l'immobilier.
En 1951, il n'est pas réélu député, sa liste n'obtenant que 13,7 % des voix. et retourne en région parisienne, où il est permanent de France-URSS. En 1953, il est élu au conseil municipal de L'Haÿ-les-Roses, et exerce les fonctions de premier adjoint au maire Raymond Baudin jusqu'en 1959, année où il ne se représente pas. Cela ne l'empêche pas de conduire à nouveau la liste communiste dans les Deux-Sèvres en 1956, mais sans plus de succès, celle-ci obtenant à peu près le même score qu'aux élections précédentes.
Par la suite, il continue de militer au sein de France-URSS.

## Détail des fonctions et des mandats
Mandat parlementaire
- 2 juin 1946 - 4 juillet 1951 : Député des Deux-Sèvres